# Formatie van Epen

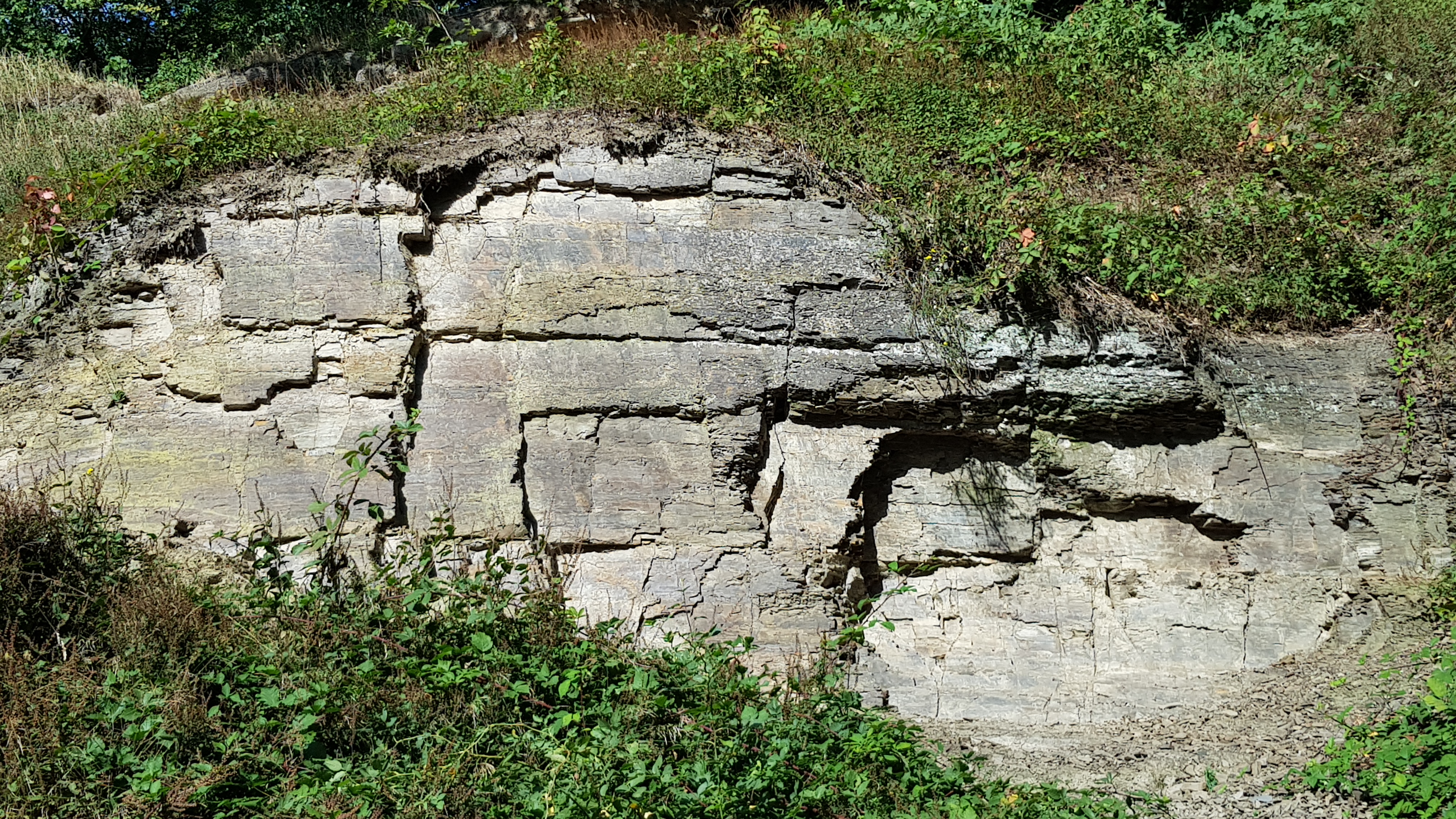
Gesteente uit de formatie in de Heimansgroeve

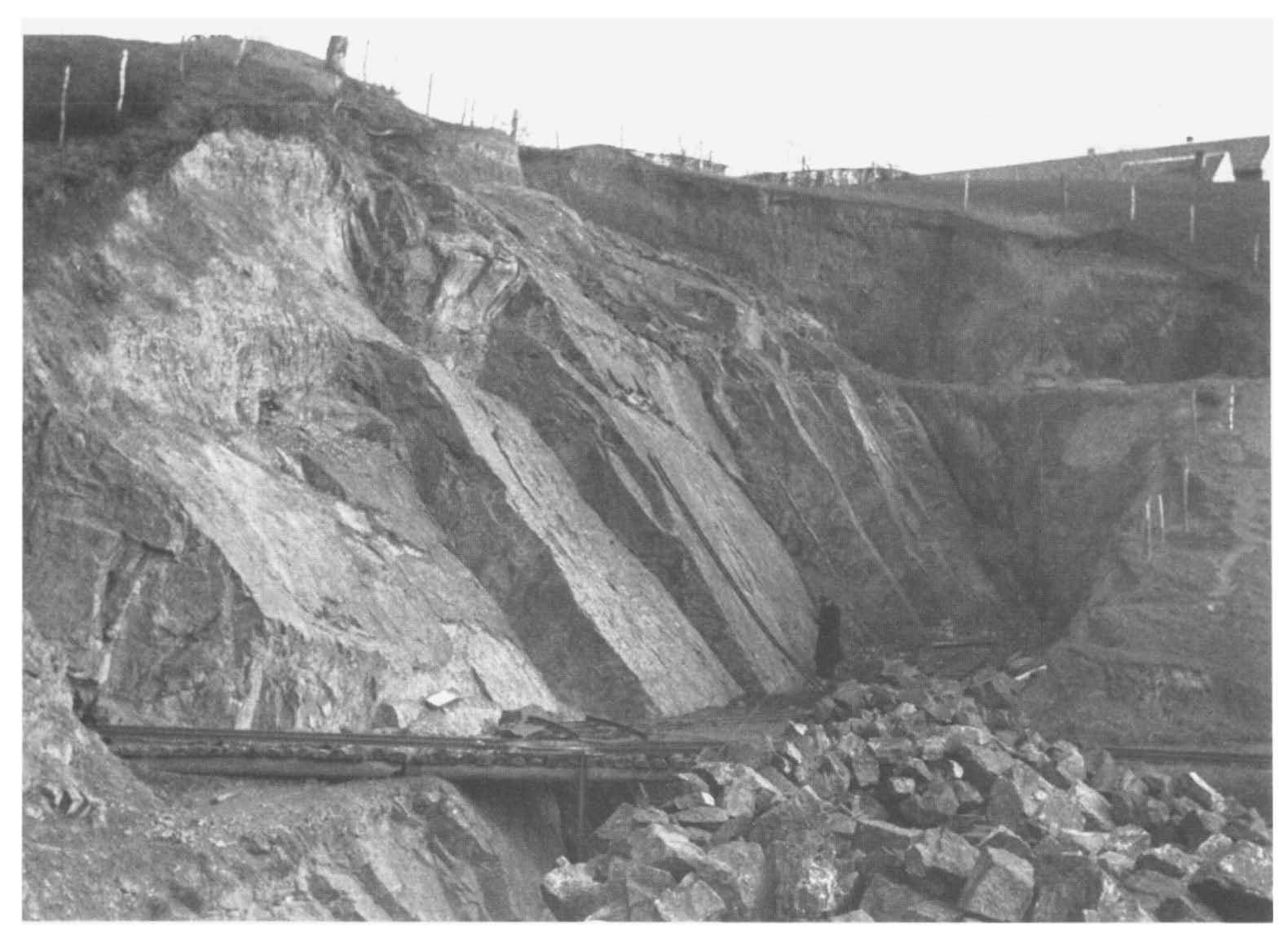
De Cottessergroeve in bedrijf rond 1950

De Formatie van Epen is een geologische formatie in de ondergrond van Nederland. Het is de enige formatie uit het Carboon die in Nederland aan het oppervlak ligt, namelijk op een aantal plekken in Zuid-Limburg. In de stratigrafische indeling behoort de Formatie van Epen tot de Geul Subgroep van de Limburg Groep. De formatie werd in een deltaïsch tot lacustrien milieu afgezet, rond 325-320 miljoen jaar geleden.
De formatie is vernoemd naar het dorp Epen.

## Beschrijving
De Formatie van Epen bestaat uit een opeenvolging van donkergrijze tot zwarte kleistenen (soms met mariene fossielen) en daarin enkele inschakelingen van grijze en vale zandsteen die (sub-)hoekig, matig tot goed gesorteerd is. Het steenpakket heeft opeenvolgende pakketten met diktes tussen de 50 en 300 meter. De schalieachtige kleistenen zijn dominant in de basis en het midden van iedere opvolging, waarbij in het steenpakket kalkhoudend materiaal verspreid voorkomt. Steenkool komt in deze formatie niet voor.
Tijdens het Late Carboon bevonden zich hier delta- en kustvlaktes. Herhalende veranderingen van het zeeniveau zorgden voor een opeenvolging van fases van transgressie (overstroming) en regressie (terugtrekking) van de zee. De in deze tijd afgezette sedimenten vertonen daarom een cyclische afwisseling van in ondiepe zee met landinwaarts afgezette lagen. Deze cyclussen zijn kenmerkend voor het Carboon; ze worden cyclothemen genoemd. De facies van de lagen verandert van ondiep marien naar een prograderende delta (door rivieren afgezet) en lacustrien (in meren afgezet) en weer terug naar marien.

## Gebied
De Formatie van Epen is afgezet in de bodem van het grootste deel van Nederland, het zuidwesten van Zeeland en de omgeving van Maastricht uitgezonderd, evenals deels in Duitsland. In België worden gesteentelagen van dezelfde ouderdom tot de Formatie van Chokier gerekend. De Formatie van Epen is ook gecorreleerd met de Duitse Walhorn-Formation, de Millstone Grit Formation onder de Noordzee, en de Bowland Shale Formation in Engeland.
In het Geuldal bij Epen zijn er meerdere ontsluitingen van de formatie. In de Heimansgroeve, Kampgroeve en Cottessergroeve bij Epen is gesteente uit de formatie gewonnen voor onder andere de bouw van huizen in de omgeving.

## Stratigrafie
De Formatie van Epen behoort qua ouderdom tot de internationaal gebruikte tijdseenheden Serpukhovien en Bashkirien. In de Europese indeling wordt deze tijdseenheid het Namurien genoemd naar de stad Namen in België. De Formatie van Epen bestaat uit vier laagpakketten:
- boven-Epen laagpakket
- hoofd-Epen laagpakket
- Laagpakket van Ubachsberg
- Laagpakket van Geverik

De formatie ligt meestal bovenop de kalksteen van de Formatie van Zeeland (Laagpakket van Goeree), die tot de etage Viséen behoort en ingedeeld is in de Kolenkalk Groep. Bovenop de Formatie van Epen worden in de ondergrond van grote delen van Nederland jongere formaties uit de Limburg Groep gevonden, zoals de Formatie van Baarlo.
De top van de Limburg Groep is een belangrijke discordantie. Deze vertegenwoordigt het hiaat in de stratigrafie veroorzaakt door de Hercynische orogenese. In het uiterste zuiden van Zuid-Limburg, de enige plek waar de Formatie van Epen dagzoomt, komen geen andere formaties uit de Limburg Groep voor. In dat gebied liggen bovenop de Formatie van Epen gesteentelagen uit het Laat-Krijt. In een groot deel van Nederland en de Noordzee komen echter nog andere formaties voor in de Limburg Groep voor (Formaties van Baarlo, Ruurlo en Maurits), die daar concordant bovenop de Formatie van Epen liggen.